# Oswald Avery
Oswald Theodore Avery (Halifax, 21 de outubro de 1877 — Nashville, 2 de fevereiro de 1955) foi um médico e investigador bioquímico estadunidense nascido no Canadá. Atribui-se-lhe a descoberta do DNA.

## Biografia
Nascido na Nova Escócia, era o segundo de três filhos de Elizabeth Crowdy e Joseph Francis Avery, ministro batista inglês que emigrou em 1873, junto com a esposa, para o Canadá. Apesar de respeitado como pastor religioso em Halifax, Joseph Avery mudou-se junto com a família para Nova Iorque, Estados Unidos da América, em 1887, onde foi nomeado pastor do Templo Batista Mariner na baixa do East Side. O filho mais velho, Ernest, morreu em 1892 com dezoito anos, provavelmente devido à tuberculose. Alguns meses mais tarde o Pastor Avery também faleceu. Após estes acontecimentos, o então adolescente com quinze anos, Oswald, assume o papel parental de cuidar do seu irmão mais novo Roy, o que veio a repetir anos mais tarde com a sua prima Minnie Wandell, a quem se referiam como "pequena irmã".
Depois de frequentar a Escola Básica Masculina de Nova Iorque, Avery passou para a Liceu Colgate e posteriormente para a Universidade Colgate, onde se destacou em Literatura, Oratória e Conferência Pública. Avery recebeu ainda um doutoramento em Humanidades provavelmente pensando em prosseguir a carreira religiosa do pai. Por razões não esclarecidas, sem quaisquer antecedentes científicos, Avery escolheu uma carreira em Medicina e entrou no College of Physicians and Surgeons da Universidade de Columbia, em Nova Iorque, tando obtido o seu diploma médico em 1904. Ansiando por um maior estímulo intelectual e frustrado por não poder ajudar melhor alguns dos seus pacientes, Avery mudou-se em 1907, como conferencista e bacteriologista para o Laboratório Hoagland, em Nova Iorque. Tratava-se do primeiro instituto de pesquisa bacteriológica nos Estados Unidos. Visto que o laboratório possuía uma parceria com um hospital de Long Island, as tarefas de Avery incluíam ensinar estudantes de enfermagem, o que lhe valeu a alcunha de "O Professor"´e pelo diminutivo carinhoso de "Fess". O director do Laboratório Hoagland, Benjamin White, instruiu Avery nas técnicas laboratoriais e na bioquímica. Inicialmente, Oswald Avery trabalhava com as bactérias do iogurte mas rapidamente desenvolveu interesse na tuberculose e na pneumonia após White ter sofrido uma grave infecção pulmonar. Foi durante esta época que Avery desenvolveu o padrão do que viria a ser a sua carreira notável num esforço continuado de entender a actividade biológica e patogénica das bactérias por conhecer a sua composição química.
Em 1 de agosto de 1918 obteve a cidadania norte americana. Serviu como capitão no Corpo Médico do Exército dos Estados Unidos desde Setembro de 1918 a Janeiro de 1919. Em 1923 transitou para o Hospital do Instituto Rockfeller, onde permaneceu até se reformar ou aposentar em 1948. Foi no Instituto Rockfeller que passou a vasta maioria da sua carreira como um dos primeiros biólogos moleculares sendo pioneiro em imunologia ou química imunológica. Tornou-se especialmente conhecido pela sua descoberta, em 1944, em conjunto com os seus colegas Colin MacLeod e Maclyn McCarty, que o ADN era a substância de que os genes e os cromossomas eram constituídos.
O ganhador do Nobel Arne Tiselius disse que Avery foi um cientista merecedor apesar de não receber o Prêmio Nobel por seu trabalho,[6] embora ele foi nomeado para o mesmo ao longo dos anos 1930, 1940, e 1950.
Em 1949 mudou-se para Nashville, Tennessee para junto da família do seu irmão. Diagnosticado com Câncer de fígado em 1954, morreu no ano seguinte em Nashville.
A cratera lunar Avery foi assim designada em sua honra.

## Descobertas científicas

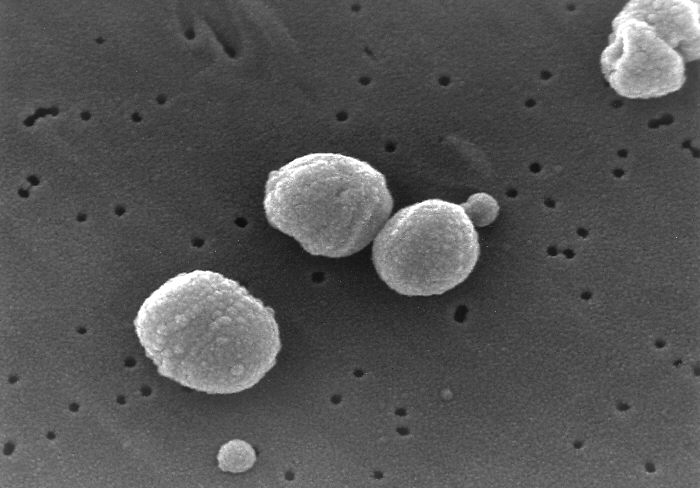
Streptococcus pneumoniae

A pesquisa de Avery centrou-se na bactéria que provoca a pneumonia. A bactéria pneumococo tem duas formas: uma estirpe viral coberta por um invólucro, ou cápsula lisa, e outra não infecciosa que não possui cápsula e tem uma aparência rugosa. Experiências conduzidas pelo microbiólogo inglês Frederick Griffith haviam demonstrado que quando um extracto morto da estirpe lisa era misturado com a estirpe rugosa viva e injectada num rato, os tecidos do animal passavam a conter uma estirpe viva e lisa. A maioria dos cientistas teorizava que a mudança deveria ser provocada por uma proteína mas, após repetir a experiência muitas vezes, entre 1932 e 1944, Avery provou que era o Ácido Desoxirribonucleico (DNA) o responsável pela transferência de material genético entre células num processo chamado "transformação". A descoberta sugeria que o DNA seria o material genético básico da célula, facto que veio a ser confirmado por cientistas posteriores. O trabalho de Avery inspirou várias pesquisas sobre a estrutura do DNA, agora conhecida como código genético.